# Le François

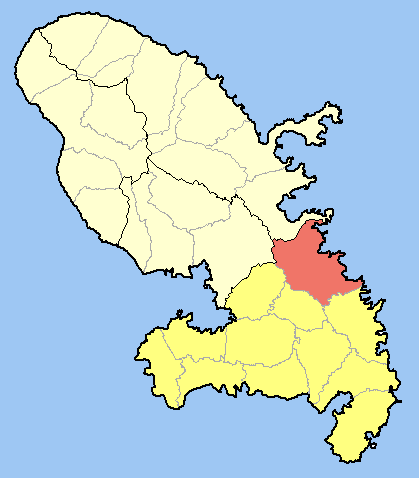
Situació de Le François

Le François és un municipi francès, situat a la regió de Martinica. El 2009 tenia 19.524 habitants. Està situada al costat Atlàntic, a 22 kilòmetres de Fort-de-France.

## Barris
- Baldara
- Bois-soldat
- Bonny
- le Bourg
- Cap Est
- Cottonerie
- Chopotte
- Deux Courants
- Dostaly
- Dumaine
- Frégate
- Gabourin
- Hauteur Bellevue
- Mansarde
- Manzo,
- Morne Acajou
- Morne Courbaril
- Morne Gamelle
- Morne Pitault
- Périolat
- Petite France
- Presqu'île
- Plaisance
- Quatre Croisées
- Raisinnier
- Saint-Laurent
- Trianon
- Vapeur

## Administració
| Període | Identitat       | Partit        |
| ------- | --------------- | ------------- |
| 2008-   | Maurice Antiste | Divers gauche |